# قندة
القُنْدَة بضم القاف وتسكين النون. هو أحد أنواع التمور التونسية. أصفر اللون، أحلى من تمر الهيسة الذي ينضج قبله في شهر أوت.

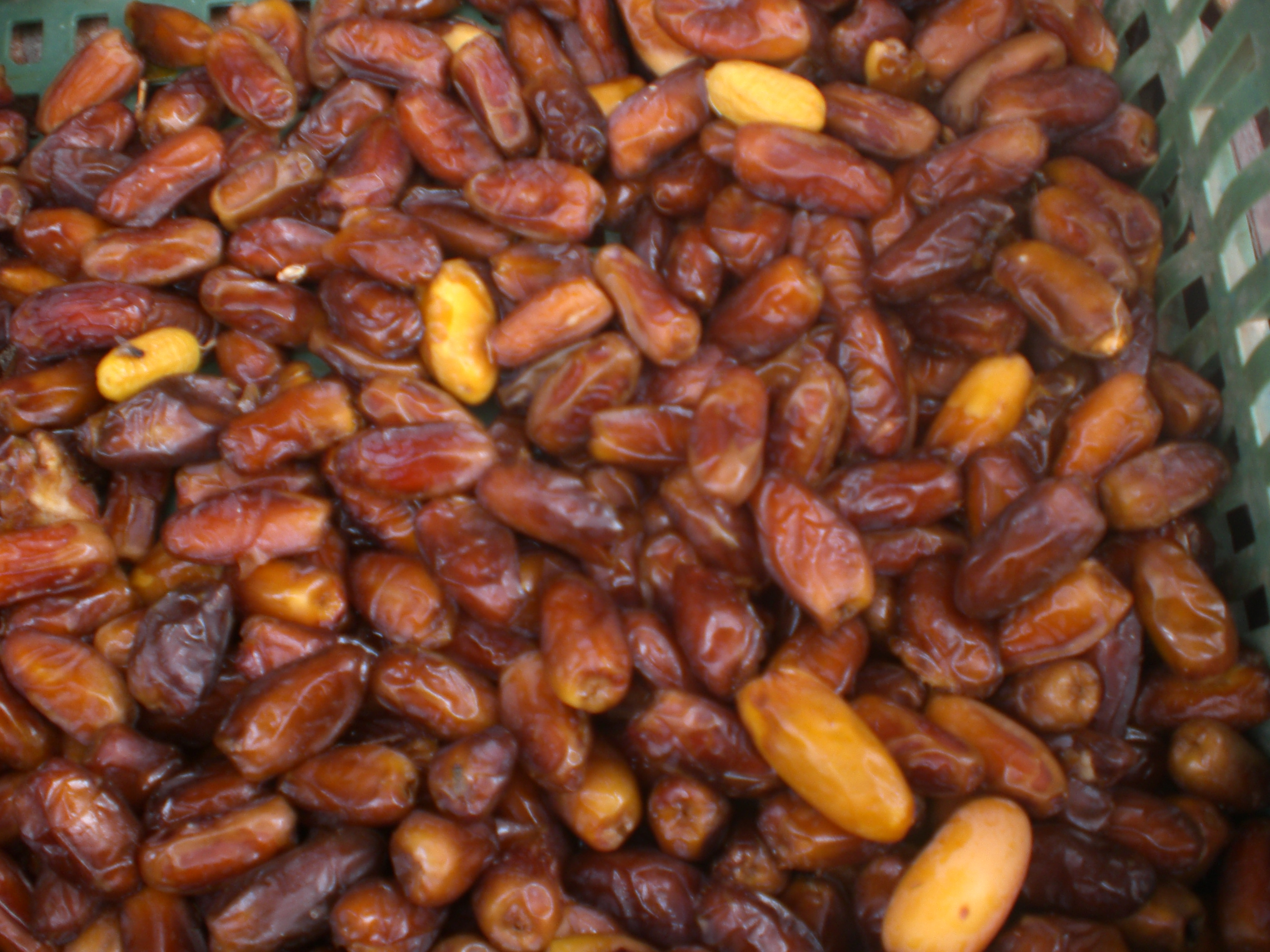
تمر القندة
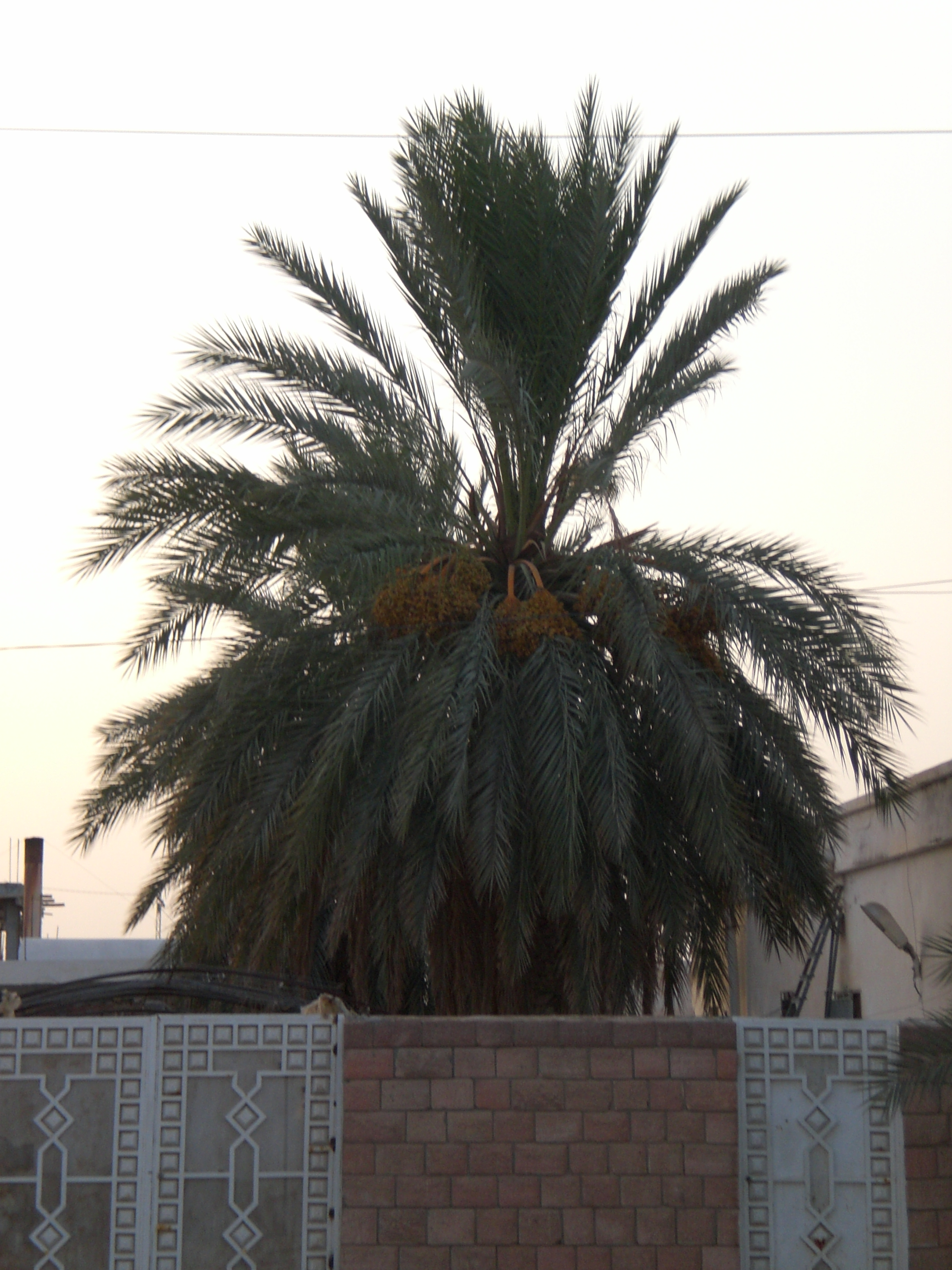
نخلة القندة بأحد منازل قبلي-الجنوب التونسي